# Sonic Pi
Sonic Pi est un environnement de live coding basé sur le langage de script Ruby, conçu à l'origine pour  effectuer des calculs et aider aux cours de musique dans les écoles, développé par  Sam Aaron au laboratoire informatique de l'université de Cambridge (en), en collaboration avec la Fondation Raspberry Pi,.
Il utilise le moteur de synthétiseur de SuperCollider, il faut donc lancer le service SuperCollider pour pouvoir l'utiliser, et utilise le serveur audio temps réel JACK pour la sortie sonore. Il est multiplateforme et multilingue.
Un tutoriel en français est embarqué dans le logiciel.